# Nuke (software)
Nuke es un software de composición digital producido y distribuido por The Foundry. Se utiliza para la posproducción en el cine y la televisión. 
NUKE está disponible para Microsoft Windows, Mac OS X y Linux. 
Los usuarios de NUKE incluyen a Digital Domain, DreamWorks Animation, Sony Pictures Imageworks, Sony Pictures Animation, Framestore, Weta Digital e Industrial Light & Magic. 
NUKE ha sido utilizado en producciones como Avatar, Mr. Nobody, El curioso caso de Benjamin Button, King Kong, Jumper, I, Robot, Resident Evil: Extinction, Tron: Legacy, Alicia en el país de las maravillas y Cisne Negro.